# 郝庄镇 (临城县)
郝庄镇，是中华人民共和国河北省邢台市临城县下辖的一个乡镇级行政单位。

## 行政区划
郝庄镇下辖以下地区：
郝庄村、石窝铺村、皇迷村、阎家庄村、石楼村、下围寺村、上围寺村、白云掌村、官都村、刁捏沟村、郝家庄村、土寨村、东川村、李家村、李子峪村、田家庄村、金家峪村和自立庄村。